# Бич Божий
«Бич Божий» (рос. «Бич Божий») — радянський художній фільм 1988 року, режисера Олега Фіалка.

## Сюжет
Вийшовши з в'язниці, сорокарічний Ляшенко пограбував на вокзалі людину і разом з грошима викрав паспорт. Зрозумівши, що він пограбував свого друга дитинства, Ляшенко вирішив повернути вкрадене. Відбулася нічна бесіда бродяги Леоніда Ляшенка з процвітаючим чиновником Валерієм Куненком. Нахлинули спогади майже тридцятирічної давності. Фільм оповідає про те, чому ж розійшлися їхні шляхи.

## У ролях
- Віктор Проскурін —  Леонід Ляшенко
- Олександр Мартинов —  Валерій Куненко
- Людмила Лобза —  Феодосія Ростиславівна
- Ернст Романов —  директор школи
- Ольга Матешко —  Варвара Олексіївна
- Юрій Дубровін —  Бурандуров

## Знімальна група
- Автори сценарію —  Валерій Тодоровський,  Олег Фіалко
- Режисер-постановник — Олег Фіалко
- Оператори-постановники — Олександр Золотарьов, Едуард Тімлін
- Художник-постановник — В'ячеслав Єршов
- Композитор — В'ячеслав Назаров
- Звукорежисер — Олена Межибовська